# Мерцедес-Бенц Груп
Mercedes-Benz Group AG (предишни имена са Daimler-Benz, DaimlerChrysler и Daimler) е германска компания. Тя е продължител на основаната от Готлиб Даймлер и Вилхелм Майбах през 1890 г. в Щутгарт компания Daimler Motoren Gesellschaft. Концернът е основан като Daimler-Benz AG през 1926 г. в резултат от обединението на две фирми: Daimler Motoren Gesellschaft и Benz & Cie. През 1998 г. компанията изкупува групата Chrysler и сменя названието си на DaimlerChrysler AG. След препродаване на акциите на Chrysler на инвестиционния фонд Cerberus Capital Management концернът отново е преименуван, този път на Daimler AG. През февруари 2022 г. Daimler AG е преименуван на Mercedes-Benz Group AG като част от сделка, която отделя сегмента на търговските автомобили като независима компания, Daimler Truck.
Mercedes-Benz произвежда следните марки автомобили: Maybach, Mercedes-Benz, Setra, Smart, Freightliner, Sterling и др. Концернът дава работа на 172 425 служители (2021).
През 2005 г. продажбите на концерна възлизат на 4,73 млн. автомобили, автобуси и камиони. Приходите за 2005 г. възлизат на 149,7 млрд. евро – със 7,9 % повече от 2004 г. Чистият приход се е увеличил с 0,8% до 2,8 млрд. евро..
В края на 2008 г. концернът купува за 300 млн. щатски долара 10% от акциите на руския производител на камиони ОАО КАМАЗ. В резултат от сделката Daimler получава едно място в съвета на директорите на КАМАЗ. През 2010 г. Daimler увеличава частта си в КАМАЗ на 11%.
Фирмата е сред водещите световни автопроизводители, 5-и по големина автоконцерн в света. В списъка на най-големите публични компании в света Forbes Global 2000 за 2022 г. Mercedes-Benz Group заема 41-во място, а в списъка Fortune Global 500 — 38-о място.